# Westchester (Illinois)
Westchester é uma aldeia localizada no estado americano de Illinois, no Condado de Cook.

## Demografia
Segundo o censo americano de 2000, a sua população era de 16.824 habitantes.
Em 2006, foi estimada uma população de 15.991, um decréscimo de 833 (-5.0%).

## Geografia
De acordo com o United States Census Bureau tem uma área de 8,3 km², dos quais 8,3 km² cobertos por terra e 0,0 km² cobertos por água.

## Localidades na vizinhança
O diagrama seguinte representa as localidades num raio de 4 km ao redor de Westchester.